# 修道院森林
阿貝伍德（Abbey Wood）是英國倫敦的一個地區，位於倫敦東南部。在行政區劃上阿貝伍德屬於格林威治皇家自治市和貝克斯利倫敦自治市管轄。阿貝伍德位於查令十字以東10.6英里（17）處。阿貝伍德這個名字來源於當地的一座修道院。